# Hopkalit

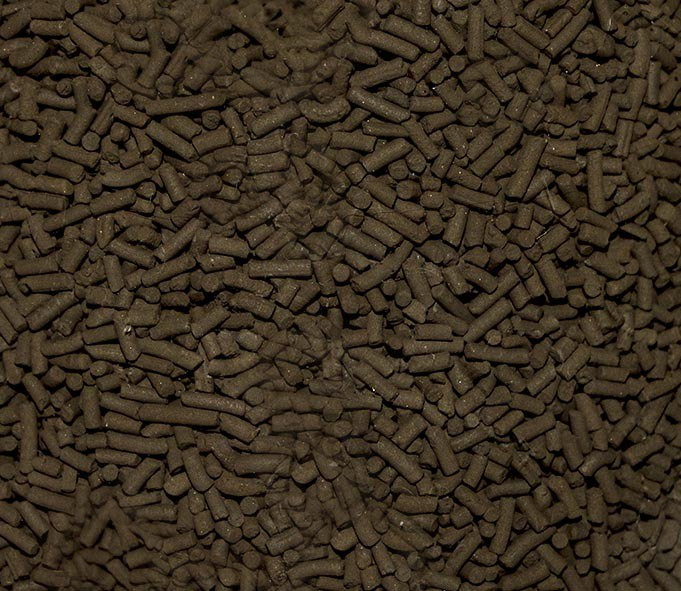
Hopkalit

Hopkalit – nazwa handlowa mieszaniny tlenku miedzi(II), tlenku kobaltu(III), tlenku manganu(IV) oraz tlenku srebra. Substancja o właściwościach porowatej masy przypomina wyglądem węgiel aktywny. Używany w produkcji pochłaniaczy hopkalitowych, stosowanych w produkcji masek przeciwgazowych. Chroni między innymi przed trującym czadem. Hopkalit utlenia w sposób katalityczny przechodzący przez pochłaniacz wraz z powietrzem tlenek węgla na nietrujący dwutlenek węgla, który jest następnie wiązany chemicznie przez warstwę wodorotlenku sodu. Sama warstwa hopkalitu jest zabezpieczona warstwami filtra mechanicznego i warstwą węgla aktywnego, które oczyszczają powietrze z innych zanieczyszczeń.